# The Frozen Boy
The frozen boy è un romanzo fantastico di Guido Sgardoli edito da Edizioni San Paolo nel 2011. Avvenimenti storici si uniscono a un racconto che mescola thriller a fantascienza e avventura. Un romanzo sulle seconde occasioni, una riflessione sulla genitorialità.
Nel 2012 il romanzo ha vinto il Premio LiBeR come miglior romanzo dell’anno .
Nello stesso anno viene inserito nella Honour List della International Board on Books for Young People IBBY..

## Trama
1946. Robert Warren è uno scienziato che ha dedicato tutta la vita al suo lavoro contribuendo alla realizzazione della bomba atomica. Dopo aver preso le distanze da quello che, a posteriori, considera un crimine contro l’umanità, la sua vita va in pezzi allorché il figlio Jack muore in guerra e la moglie lo lascia. Chiede di essere destinato a una stazione meteorologica in Groenlandia, nella speranza che il ghiaccio e il silenzio mettano a tacere i suoi rimpianti e i sensi di colpa. Ma il silenzio, al contrario, amplifica i suoi pensieri e lo spinge a tentare il suicidio. Proprio mentre sta per gettarsi nell’oceano da una scogliera, scorge un bagliore provenire da una fenditura nel ghiaccio. Sotto la superficie nota una forma, un corpo. Dato l’allarme, i soccorritori scoprono trattarsi effettivamente del corpo di un ragazzino, ibernato da molto tempo. Tuttavia e contro ogni logica scientifica, il cuore del ragazzo batte ancora, anche se in modo flebile. I tentativi per rianimarlo danno esito positivo e Warren comincia a sentirsi in qualche modo responsabile di quella creatura. Il ragazzo è debolissimo e vestito con abiti antiquati. Parla una lingua sconosciuta e il governo degli Stati Uniti manda un’equipe per studiarlo. È la scintilla che fa scattare Warren, il quale prende con sé il ragazzino e riesce a fuggire dalla base. Inizia un viaggio che porterà l’uomo e il ragazzo prima in New England e poi in Irlanda, sulle tracce del passato del ragazzo, ma anche all’interno della vita e dei sentimenti di Warren, il cui cuore, per troppo tempo congelato, sta cominciando finalmente ad aprirsi al mondo e agli affetti.

## Personaggi
- Robert Warren: fisico nucleare che ha collaborato al Progetto Manhattan.
- Jim: il ragazzo del ghiaccio.
- Beth Larkin: una donna con un brutto carattere.

## Premi
- Premio LiBeR 2012 [1]
- IBBY Honour List 2012 [2]
- Finalista Premio Andersen 2011 miglior libro oltre i 12 anni[3]

## Edizioni
- Guido Sgardoli, The frozen boy, Edizioni San Paolo, 2011, ISBN 9788821570988.
- Guido Sgardoli, The frozen boy, Edizioni San Paolo, 2019, ISBN 9788892221185.